# 赫尔穆特·施密特
赫尔穆特·海因里希·瓦爾德馬·施密特（德語：Helmut Heinrich Waldemar Schmidt，德語發音：[ˈhɛlmuːt ˈʃmɪt] ⓘ；1918年12月23日—2015年11月10日），德国社会民主党政治家，曾任德国社会民主党（SPD）主席（1967年－1969年）、西德国防部部长（1967年－1972年）、西德财经部部长（1972年）、西德经济部部长（1972年－1974年）、西德總理（1974年－1982年）。並在卸任總理後短暫代理西德外交部部長（1982年9月17日－1982年10月1日）。在任期間的经济政策奉行凯恩斯主义。

## 学业与入伍
生于汉堡，為家中長子，父母亲是一对教师。 1937年毕业于汉堡利希特瓦克中学(Lichtwark, Hamburg)。中学毕业后拒绝参军，但于1939年被迫入伍，在布莱梅空军基地驻扎。从1941年到1942年上东线前线。后来直到1944年供职于帝国航天部轻高射炮培训部。作为帝国航天部的职员（中尉军衔），施密特须记录在人民法庭审判7月20日密谋案成员的公审。施密特因对审判深恶痛绝，他向将军请辞记录任务，被批准。从1944年12月到1945年二战结束，施密特上尉在西线作战。1945年4月在呂訥堡石楠(Lüneburger Heide)被俘，于1945年8月31日从战俘营被释放。

## 大学教育与工作
战俘营出来后，施密特入汉堡大学学习国民经济学，并于1949年获得硕士学位。到1953年供职于卡尔·席勒领导的汉堡经济交通局，并于1952年到1953年任交通局长。1958年获得新成立的联邦军上尉预备役军衔。施密特自1983年作为周报Die Zeit的联合发行人。大西洋桥梁联合会（Atlantik-Brücke e.V.)成员，德英联合会（ Deutsch-Britischen Gesellschaft）名誉主席。由他本人参与发起的德国国家基金会（Deutschen Nationalstiftung）名誉主席。前国家领导人俱乐部（InterAction Council）名誉主席。他的私人档案被保存在社会民主档案馆中。他是〈人類義務與責任宣言〉(Allgemeinen Erklärung der Menschenpflichten)的第一签名人。

## 家庭
施密特的父亲是一名信仰犹太教的德国商人之私生子。据说施密特父亲曾经隐瞒真相，伪造了出生证明，以使他得到了雅利安血统证明。1935年的法律规定，不允许有任何犹太血统的士兵晋升军官。而施密特当时是中尉军衔。后来有记者由施密特的朋友、前法國總統瓦勒里·季斯卡德斯坦口中得知此事，施密特迫于压力于1984年将事实公开。在他的童年回忆录中，此事对他后来对纳粹的厌恶有一定的影响。
施密特于1942年6月27日与Hannelore Glaser（"Loki"）结婚。他们育有两个孩子，儿子Helmut Walter (* 26. Juni 1944) 不到一岁患脑膜炎去世。女儿Susanne生于1947年，现供职于伦敦的Bloomberg TV 经济台。施密特很长时间一直住在汉堡朗根霍恩。他和妻子在Brahmsee湖还有一处房子。

## 政治生涯
施密特于1946年3月加入德国社会民主党。据他自己在德国电视一台的访谈节目Beckmann（2006年9月25日）讲述，他在1945年从战俘营出来后就已经加入，但文件记载他是1946年入党。当时他在德国社会青年联合会做事，并于1947－1948年间出任西区主席。
从1968到1984年，施密特担任德国社会民主党副主席。在党内他是多數制的倡导者。与另外两个社民党总理维利·勃兰特和格哈特·施罗德不同，施密特从来不曾担任党主席，他在任總理期間，勃兰特依舊是黨主席。
施密特是土耳其加入欧盟的重要反对者，并经常在时代周报上撰文为这一主张辩护。对于德国拆除所有核电站的主张，施密特持反对态度。尽管这一决议已经在後來的施罗德政府得到通过。
从1953到1962年，1965到1987年，施密特任联邦议会议员，代表Hamburg-Bergedorf选区。在他1965年再次担任议员后，他被选为议会社民党代表副主席。
从1966到1969年，在联邦德国第一次联合组阁政府期间，施密特担任议会社民党代表正主席。在任期間，施密特度过了他政治生涯最愉快的时光。1967年到1969年，他同时领导社民党代表外交工作组。1958年到1961年他同时还是欧洲议会的成员。

### 汉堡市内政参议员
自1961年到1965年施密特任于汉堡市内政参议员。在这期间，因在1962年二月北海爆发洪水，施密特果断而务实地派遣军队进行抢险救灾（在当时，军队干预内政是违反宪法的），从而赢得了很高的口碑和声誉。1969年10月出任维利·勃兰特政府国防部长。在他在任期间，服兵役时间从18个月缩短到15个月，并在汉堡和慕尼黑建立国防大学。

### 部长
1972年7月7日，他接任由卡尔·席勒辞去的财政经济部长。1972年议会选举后领导财政部。

### 总理

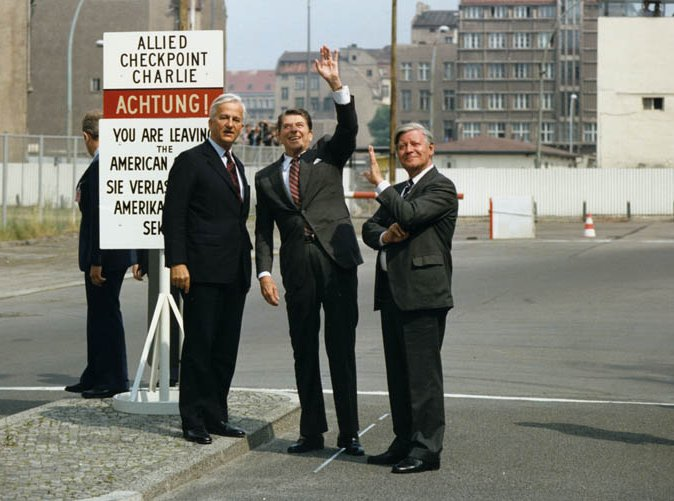
柏林市长里夏德·馮·魏茨澤克、美国总统雷根和德国总理施密特在1982年

1974年维利·勃兰特被迫辞去总理职务后，施密特于1974年5月6日在德國聯邦議院以267票当选聯邦政府总理。
在任期间最大的挑战是石油危机。在他的领导下，德国比其他多数工业国家更平稳地度过了这一危机。另外对于1970年代的极左翼红军派恐怖主義浪潮，他给以了十分严厉的打击，史称德意志之秋。
1977年他首先指出苏联SS-20中程导弹而导致相互保证毁灭的危险性，他的立场也成为促成北约雙軌决议（Double Track Decision）的導火線。这个决定在民间和党内引起很大争议。
1982年晚夏，由于经济和社会政治观点的分歧，社民黨和自民黨聯盟關係破裂。9月17日所有的自民黨部长集体辞职。施密特因此临时担任外交部长一职。
1982年10月1日，由基民盟、基社盟及自民黨大多数代表发起建设性不信任动议罢免施密特，并选举科尔接替总理一职，隨後科爾推動提前大選並帶領基民盟勝出。
之後基民盟、基社盟及自民黨結盟為中間偏右聯盟，社民黨則和後來崛起的德國綠黨結盟為中間偏左聯盟。

### 政治生涯亮点
施密特在当政期间，因其出色的口才，被政敌称为“大嘴施密特”；他的经济学才华也得到广泛的认可。施密特和前法国总统瓦勒里·季斯卡德斯坦、前美国國務卿亨利·基辛格是好友。1975年，施密特与瓦勒里·季斯卡德斯坦共同发起经济峰会（即八国集团首脑会议前身）；第一届峰会在Ramboillet城堡举行，聚集了意大利、日本、英国和美国的政府首脑。施密特支持核能建设，并始终坚持这一观点。
施密特被视为是亲华派，是德国与中国打交道最密切的政治家，这与他全面投入中国的事项有关。1960年代末70年代初，他以国防部长的身份周游中国，并成功会见毛泽东。当时，西方政客直接前往北京是不被接受的，而施密特自此开启了他在中国最重要的外交利益政策。在毛泽东去世后，施密特赢得了中国改革家邓小平的信任，两人谈论了1980年代的经济改革。即使后来施密特不再担任总理一职，中国仍然是他在外交政策方面最重要的兴趣，他与1987年至1989年担任中共总书记的政治家赵紫阳详细讨论了经济开放的风险。在施密特的政治生涯中，他并不在意西方对中国人权的关注，施密特认为，外交政策不应与价值观挂钩，而应以和平为基础。施密特的许多著作都在中国被翻译成中文，这使得他在中国的声誉良好，而在公开露面时，他始终表现出对中国方面的兴趣。在施密特逝世后，他获得中国官方和媒体的强大凭吊和慰问。《德国之声》对此评论，没有其他已故的外国人能像施密特那样在中国受到如此多的尊重。

## 艺术

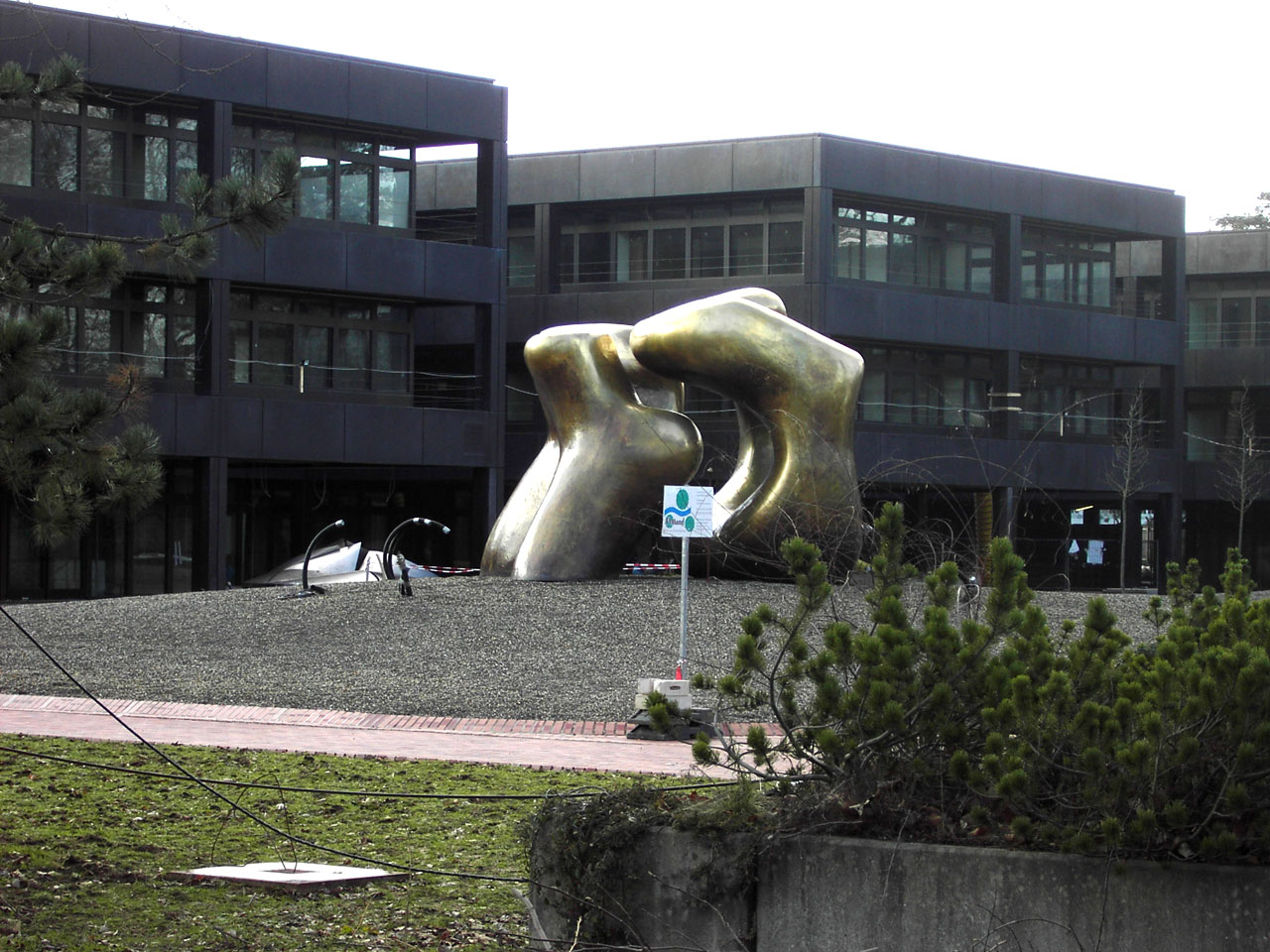
Moores 雕像„Large Two Forms“ 当时波恩的总理办公大楼前

作为政府总理，在施密特的努力下，人们在当时波恩的总理办公大楼前立起亨利·摩爾创作的名为Large Two Forms“的雕像，这座雕像在当时被看作东德和西德骨肉相连的象征。施密特对艺术的爱好还表现在总理办公楼里面到处可见装点的艺术品。更有甚者他让人把他办公室门上“总理”的牌子换成“Nolde的房间”。
1986年他曾经指定莱比锡画家伯恩哈德·海希（Bernhard Heisig）作为御用摄影师。这个大胆的决定在当时曾引起轰动。但这更显示出施密特独树一帜的艺术品位。施密特至今还作画。他在汉堡的两处房子里摆满了各种画家的作品。
另外施密特同音乐也有很深的渊源：在他担任国防部长期间，组建了Big Band。他自己会弹管风琴和钢琴，是巴赫的忠实拥趸。现在随着听力的下降，他已经不能如同以前那样享受音乐。施密特自己灌制过多张唱片，从中人们可以听到他对古典音乐的诠释。比如莫扎特的钢琴协奏曲（Konzert für drei Klaviere）和Orchester KV 242，以及巴赫的钢琴协奏曲和Streicher A-Moll BWV 1065。由施密特和钢琴家克里斯多福·埃申巴哈, 尤斯圖斯·弗朗茨以及(巴赫) Gerhard Oppitz。

## 荣誉

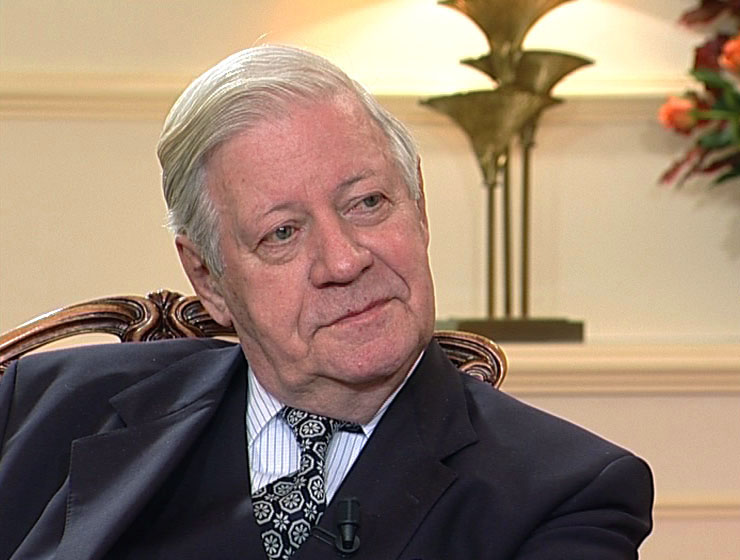
2001年的施密特

从1983年起是家乡汉堡市的荣誉市民，1989柏林荣誉市民，1995不来梅港荣誉市民，1998州的荣誉市民。1978年因有效应对前西德红军恐怖组织RAF的恐怖事件，被授予Theodor-Heuss奖。在担任总理期间及卸任后，先后被授予23个荣誉博士。1980年因其在和平与人权方面的杰出贡献被授予Goldman奖章。由于他的家乡汉堡的历史背景，施密特多次拒领联邦十字勋章。
1983年在鲁汶被授予鲁汶天主教大学荣誉博士。同时施密特又成为天主教弗拉芒大学生会的荣誉成员。他的著作《人与权力》（Menschen und Mächte）于1990年被授予弗里德里希·席德尔文学奖。“施密特新闻奖”是ING-DiBa银行自1996年设立的旨在奖励维护消费者利益的工作方面有突出表现的个人。施密特是此奖的赞助人。2003年12月汉堡国防大学被重新命名施密特大学，施密特同时被授予荣誉博士，以此表彰他在1970年代初对军官的科学再教育方面做出的贡献。
2005年10月1日施密特荣获 Initiative VIVA 50plus 的奖。作为一名杰出的政治家，他在努力促进不同年龄段的人们和平共处，以及相互理解作出了杰出贡献。
2006年1月24日由于对德法关系的杰出贡献与法国前总统瓦勒里·季斯卡德斯坦被共同授予“阿登那－戴高乐奖”（Adenauer-de Gaulle-Preis）。
2006年7月19日马堡大学社会科学和哲学系决定授予施密特荣誉博士头衔，“哲学学科的责任为启示人类，而施密特就是政治家里的哲学家”。这个决定在学校内引起很大争议。Frank Deppe担心这个决定会“明显地把哲学系同它的历史拉开距离”， “他们想向外界显示，马堡没有马克思主义”。

### 官方勋奖
- 德意志国
  -  二级铁十字勋章
  -  东线奖章
  -  佩剑一级战功十字勋章
  -  佩剑二级战功十字勋章
  -  苏台德纪念章
  -  重伤奖章
  - 空军地面突击徽章（德语：Erdkampfabzeichen_der_Luftwaffe）
- 德国
  - 阿登纳·戴高乐奖（德语：Adenauer-de-Gaulle-Preis）（2005年）
- 中國
  - “中国人民的老朋友”（2005年9月7日）

### 荣誉公民
- 汉堡荣誉市民（1983年）
- 波恩荣誉市民（1983年）
- 不来梅哈芬荣誉市民（1983年）
- 柏林荣誉市民（1989年）
- 石勒苏益格-荷尔斯泰因州荣誉公民（1988年）
- 居斯特罗荣誉市民（1995年）

### 非政府组织奖项
- 特奥多尔·豪斯奖（特奥多尔·豪斯基金会（德语：Theodor-Heuss-Stiftung），1978年）
- 斯特拉斯堡路易丝·魏斯（德语：Louise Weiss）基金会和平奖（斯特拉斯堡路易丝·魏斯基金会，1978年）
- 四大自由奖（英语：Four Freedoms Award）（富兰克林·罗斯福基金会，1988年）
- 黑红金国旗团荣誉会员（黑红金国旗团，2006年）
- 世界经济奖（德语：Weltwirtschaftlicher Preis）（基尔世界经济研究所（德语：Kiel Institut für Weltwirtschaft）、基尔工商协会，2007年）
- 威斯特伐利亚国际和平奖（德语：Internationaler Preis des Westfälischen Friedens）（威斯特伐利亚利珀经济协会，2012年9月22日）
- 德法记者奖（德语：Deutsch-Französischer Journalistenpreis）媒体奖（2014年）

## 著作
- Verteidigung oder Vergeltung, Stuttgart 1961
- Militärische Befehlsgewalt und parlamentarische Kontrolle, in: Horst Ehmke, Carlo Schmid, Hans Scharoun, Festschrift für Adolf Arndt zum 65. Geburtstag, Frankfurt am Main 1969, Seiten 437–449.
- Reform des Parlaments, in: Claus Grossner, Das 198. Jahrzehnt. Marion Gräfin Dönhoff zu Ehren, Hamburg 1969, Seiten 323–336.
- Die Opposition in der modernen Demokratie, in Rudolf Schnabel, Die Opposition in der modernen Demokratie, Stuttgart, 1972, Seiten 51–60
- Menschen und Mächte, Berlin 1987.（人与权）
- Politik als Beruf heute, in: Hildegard Hamm-Brücher, Norbert Schreiber, Die aufgeklärte Republik. eine kritische Bilanz, München 1989, Seiten 77–84.
- Die Deutschen und ihre Nachbarn. Menschen und Mächte, Teil 2, Berlin 1990.
- Politischer Rückblick auf eine unpolitische Jugend, 1991.
- Handeln für Deutschland, Berlin 1993.
- Zur Lage der Nation, 1994.
- Weggefährten – Erinnerungen und Reflexionen, Berlin 1996.（同伴——回忆与反思）
- Die Allgemeine Erklärung der Menschenpflichten, 1997 (Mitarbeit).
- Auf der Suche nach einer öffentlichen Moral, 1998.
- Globalisierung. Politische, ökonomische und kulturelle Herausforderungen, 1998.
- Kindheit und Jugend unter Hitler, Sammelband, Berlin 1998.
- Die Selbstbehauptung Europas, Perspektiven für das 21. Jahrhundert, Deutsche Verlags-Anstalt, Stuttgart München 2000.
- Hand aufs Herz. Helmut Schmidt im Gespräch mit Sandra Maischberger. (Broschiert), Ullstein, Oktober 2003, ISBN 3-548-36460-8
- Die Mächte der Zukunft: Gewinner und Verlierer in der Welt von morgen, Siedler Verlag, München 2004, ISBN 3-442-15378-6
- Auf dem Weg zur deutschen Einheit, Rowohlt Verlag, Reinbek 2005
- Nachbar China. Helmut Schmidt im Gespräch mit Frank Sieren. Econ, September 2006, ISBN 3-430-30004-5

## 施密特第一届内阁
1974年5月16日－1976年12月5日
- 赫尔莫特·施密特(SPD) - 总理
- 汉斯-迪特里希·根舍(FDP) - 副总理，外交部长
- Georg Leber (SPD) - 国防部长
- Werner Maihofer (FDP) - 内政部長
- Hans Apel (SPD) - 财政部长
- 汉斯-约亨·福格尔 (SPD) - 司法部长
- Hans Friedrichs (FDP) - 经济部长
- Walter Arendt (SPD) - 劳动和社会事务部长
- Josef Ertl (FDP) - 食品农业和森林部长
- Kurt Gscheidle (SPD) - 运输邮政和通讯部长
- Karl Ravens (SPD) - 建设部长
- Katharina Focke (SPD) - 青年家庭和健康部长
- Hans Matthöfer (SPD) - 研究和技术部长
- Helmut Rohde (SPD) - 教育科学部长
- Erhard Eppler (SPD) - 经济合作部长
- Egon Franke (SPD) - 内部关系部长

任免
- 1974年7月4日 - Egon Bahr (SPD)继Eppler任经济合作部长。

## 施密特第二届内阁
1976年12月5日 - 1980年11月5日
- 赫尔莫特·施密特(SPD) - 总理
- 汉斯-迪特里希·根舍 (FDP) - 副总理外交部长
- Georg Leber (SPD) - 国防部长
- Werner Maihofer (FDP) - 内务部长
- Hans Apel (SPD) - 财政部长
- 汉斯-约亨·福格尔 (SPD) - 司法部长
- Hans Friedrichs (FDP) - 经济部长
- Herbert Ehrenberg (SPD) - 劳动和社会事务部长
- Josef Ertl (FDP) - 食品农业和森林部长
- Kurt Gscheidle (SPD) - 运输邮政和通讯部长
- Karl Ravens (SPD) - 建设部长
- Antje Huber (SPD) - Minister of Youth, Family, and Health
- Hans Matthöfer (SPD) - 研究和技术部长
- Helmut Rohde (SPD) - 教育科学部长
- Marie Schlei (SPD) - 经济合作部长
- Egon Franke (SPD) - Minister of Intra-German Relations

任免
- 1977年年10月7日 - Otto Graf Lambsdorff (FDP) 继 Friedrichs任经济部长。
- 1978年年2月16日 - Hans Apel (SPD) 继Leber任国防部长。Hans Matthöfer (SPD)继Apel任财政部长。Volker Hauff继Matthöfer任研究和技术部长。Dieter Haack (SPD)继Ravens任建设部长。Jürgen Schmude (SPD)继Rohde任教育科学部长。Rainer Offergeld (SPD)继Schlei任经济合作部长。
- 1978年6月8日 - Gerhart Baum (FDP) 继Maihofer任内务部长。

## 施密特第三届政府内阁
1980年11月5日 - 1982年10月1日
- 赫尔莫特·施密特(SPD) - 总理
- 汉斯-迪特里希·根舍 (FDP) - 副总理，外交部长
- Hans Apel (SPD) - 国防部长
- Gerhart Baum (FDP) - 内务部长
- Hans Matthöfer (SPD) - 财政部长
- 汉斯-约亨·福格尔 (SPD) - 司法部长
- Otto Graf Lambsdorff (FDP) - 经济部长
- Herbert Ehrenberg (SPD) - 劳动和社会事务部
- Josef Ertl (FDP) - 食品农业和森林部长
- Volker Hauff (SPD) - 运输部长
- Dieter Haack (SPD) - 建设部长
- Antje Huber (SPD) - 青年家庭和健康部长
- Andreas von Bülow (SPD) - 研究和技术部长
- Jürgen Schmude (SPD) - 教育科学部长
- Rainer Offergeld (SPD) - 经济合作部长
- Kurt Gscheidle (SPD) - 邮政通讯部长
- Egon Franke (SPD) - 国内关系部长

任免
- 1981年1月28日 - Jürgen Schmude (SPD)继Vogel任司法部长 。 Björn Engholm继Schmude任教育科学部长。
- 1982年4月28日 - Hans Matthöfer (SPD)继Gscheidle任邮政通讯部长。 Manfred Lahnstein (SPD)继Matthöfer任财政部长。Heinz Westphal (SPD)继Ehrenberg任劳动和社会事务部长。Anke Fuchs (SPD)继Huber任青年家庭和健康部长。
- 1982年9月17日 - 所有自由民主党部长退出政府。施密特自己（SPD）继根舍代理外交部长。 Jürgen Schmude(SPD)继Baum任内务部长兼任司法部长。Manfred Lahnstein (SPD)继Lambsdorff任经济部长兼任财政部长。Björn Engholm(SPD)继Ertl任 食品农业和森林部长兼任教育科学部长。